# Gloria Siebert
Pour les articles homonymes, voir Siebert.
Gloria Siebert, née Kovarik le 13 janvier 1964 à Ortrand (Brandebourg) est une athlète allemande spécialiste du 100 mètres haies qui s'est illustrée dans les années 1980 en remportant plusieurs médailles d'argent lors de grands championnats internationaux.

## Carrière sportive
Gloria Kovarik fait ses débuts sur la scène internationale à l'occasion des Championnats d'Europe junior 1981 d'Utrecht, se classant deuxième de la finale du 100 m haies remportée par sa compatriote est-allemande Kathrin Böhme. En début de saison 1987, Gloria Siebert remporte la médaille d'argent du 60 m haies des Championnats du monde en salle de Liévin, terminant à 10 centièmes de seconde de la détentrice du record du monde, la Bulgare Yordanka Donkova. Elle concède le même écart lors des Championnats du monde d'athlétisme de Rome en s'inclinant sur 100 m haies face à Ginka Zagorcheva. Sélectionnée pour les Jeux olympiques d'été de 1988, Gloria Siebert décroche à Séoul une nouvelle médaille d'argent, terminant derrière Yordanka Donkova. En 1990, l'Est-allemande prend la deuxième place de la finale des Championnats d'Europe de Split remportés par la Française Monique Ewanje-Epée.

## Records personnels
- 100 m haies : 12 s 44 (1987)
- 60 m haies : 7 s 76 (1988)

## Palmarès
- Jeux olympiques d'été de 1988 à Séoul :
  -  Médaille d'argent du 100 m haies
- Championnats du monde d'athlétisme de 1987 à Rome :
  -  Médaille d'argent du 100 m haies
- Championnats du monde d'athlétisme en salle de 1987 à Liévin :
  -  Médaille d'argent du 60 m haies
- Championnats d'Europe d'athlétisme de 1990 à Split :
  -  Médaille d'argent du 100 m haies
- Championnats d'Europe junior d'athlétisme 1981 à Utrecht :
  -  Médaille d'argent du 100 m haies